# Brisbane West Wellcamp Airport
Brisbane West Wellcamp Airport är en flygplats i Australien. Den ligger i kommunen Toowoomba och delstaten Queensland, omkring 120 kilometer väster om delstatshuvudstaden Brisbane.
Runt Brisbane West Wellcamp Airport är det mycket glesbefolkat, med 7 invånare per kvadratkilometer.. Närmaste större samhälle är Toowoomba, omkring 15 kilometer öster om Brisbane West Wellcamp Airport. 
I omgivningarna runt Brisbane West Wellcamp Airport växer huvudsakligen savannskog. Genomsnittlig årsnederbörd är 949 millimeter. Den regnigaste månaden är januari, med i genomsnitt 191 mm nederbörd, och den torraste är september, med 31 mm nederbörd.